# Maheshpur (Jhapa)
Maheshpur (nepalski: महेशपुर) – gaun wikas samiti we wschodniej części Nepalu w strefie Meći w dystrykcie Jhapa. Według nepalskiego spisu powszechnego z 2001 roku liczył on 2429 gospodarstw domowych i 12765 mieszkańców (6396 kobiet i 6369 mężczyzn).